# Edison (Kalifornia)
Edison – obszar niemunicypalny w Kern County, w Kalifornii (Stany Zjednoczone), na wysokości 173 m.
Urząd pocztowy w Edison została otwarta w 1903 roku, zamknięta w 1929 i ponownie otwarta w 1946 roku.